# Ilmajoki
Ilmajoki es una ciudad de Finlandia, situada en la provincia de Finlandia occidental, y por lo tanto forma parte de la región de Ostrobotnia del Sur.
El idioma oficial es el Finlandés.
El lanzador de jabalina Tero Pitkämäki es originario de esta localidad, además del luchador Marko Yli-Hannuksela, etnomusicólogo Martti Erik (Erkki) Ala-Könni y Jaakko Ilkka (dirigente de una revuelta campesina en Ostrobothnia)